# Osos de Rivas
Gli Osos de Rivas sono una squadra di football americano di Rivas-Vaciamadrid, in Spagna; fondati nel 1989, hanno vinto 2 titoli nazionali, 5 coppe di Spagna, 1 campionato di serie C e 1 LNFA Junior.

## Dettaglio stagioni

### Tornei nazionali

#### Campionato

##### LNFA/LNFA Elite/Serie A
| Stagione | regular season | regular season | regular season | regular season | regular season | regular season | playoff | playoff | playoff | playoff | playoff | playoff          | playoff                |
|          | Vin            | Par            | Per            | Tot            | PF             | PS             | Vin     | Per     | Tot     | PF      | PS      | risultato        | avversaria             |
| -------- | -------------- | -------------- | -------------- | -------------- | -------------- | -------------- | ------- | ------- | ------- | ------- | ------- | ---------------- | ---------------------- |
| 1995     | 5              | 0              | 4              | 9              | ?              | ?              | 1       | 1       | 2       | 50      | 62      | Quarti di finale | Barcelona Bóxers       |
| 2008     | 6              | 0              | 2              | 8              | ?              | ?              | 0       | 1       | 1       | 15      | 21      | Semifinale       | Valencia Firebats      |
| 2009     | 6              | 0              | 3              | 9              | 279            | 192            | 1       | 1       | 2       | 41      | 38      | Semifinale       | Badalona Dracs         |
| 2010     | 2              | 0              | 6              | 8              | 147            | 274            | 1       | 1       | 2       | 9       | 75      | Semifinale       | L'Hospitalet Pioners   |
| 2011     | 5              | 0              | 5              | 10             | 252            | 268            | -       | -       | -       | -       | -       | -                | -                      |
| 2012     | 8              | 0              | 2              | 10             | 264            | 140            | 1       | 1       | 2       | 41      | 63      | Finale           | L'Hospitalet Pioners   |
| 2013     | 3              | 0              | 7              | 10             | 149            | 238            | 1       | 0       | 1       | 34      | 0       | Non retrocessi   | Barberá Rookies        |
| 2014     | 6              | 0              | 4              | 10             | 229            | 194            | 0       | 1       | 1       | 12      | 22      | Semifinale       | Valencia Firebats      |
| 2015     | 6              | 0              | 4              | 10             | 189            | 240            | 0       | 1       | 1       | 6       | 42      | Semifinale       | Badalona Dracs         |
| 2018     | 7              | 0              | 1              | 8              | 290            | 69             | 1       | 1       | 2       | 20      | 63      | Semifinale       | Badalona Dracs         |
| 2019     | 6              | 0              | 2              | 8              | 293            | 99             | 0       | 1       | 1       | 41      | 61      | Quarti di finale | Murcia Cobras          |
| 2020     | 3              | 0              | 2              | 5              | 174            | 97             | -       | -       | -       | -       | -       | -                | -                      |
| 2021     | 6              | 0              | 2              | 8              | 354            | 182            | 0       | 1       | 1       | 0       | 21      | Semifinale       | Badalona Dracs         |
| 2022     | 8              | 0              | 0              | 8              | 260            | 76             | 2       | 0       | 2       | 67      | 19      | Campioni         | Las Rozas Black Demons |
| Totale   | 77             | 0              | 44             | 121            | 2880+?         | 2069+?         | 8       | 10      | 18      | 336     | 487     |                  |                        |

Fonti: Enciclopedia del Football - A cura di Roberto Mezzetti

##### Serie B
| Stagione | regular season | regular season | regular season | regular season | regular season | regular season | playoff | playoff | playoff | playoff | playoff | playoff    | playoff              |
|          | Vin            | Par            | Per            | Tot            | PF             | PS             | Vin     | Per     | Tot     | PF      | PS      | risultato  | avversaria           |
| -------- | -------------- | -------------- | -------------- | -------------- | -------------- | -------------- | ------- | ------- | ------- | ------- | ------- | ---------- | -------------------- |
| 2017     | 6              | 0              | 2              | 8              | 260            | 70             | 0       | 1       | 1       | 10      | 14      | Semifinale | L'Hospitalet Pioners |
| Totale   | 6              | 0              | 2              | 8              | 260            | 70             | 0       | 1       | 1       | 10      | 14      |            |                      |

Fonti: Enciclopedia del Football - A cura di Roberto Mezzetti

##### LNFA Femenina 7×7
| Stagione | regular season | regular season | regular season | regular season | regular season | regular season | playoff | playoff | playoff | playoff | playoff | playoff    | playoff         |
|          | Vin            | Par            | Per            | Tot            | PF             | PS             | Vin     | Per     | Tot     | PF      | PS      | risultato  | avversaria      |
| -------- | -------------- | -------------- | -------------- | -------------- | -------------- | -------------- | ------- | ------- | ------- | ------- | ------- | ---------- | --------------- |
| 2020     | 1              | 0              | 3              | 4              | 74             | 122            | -       | -       | -       | -       | -       | -          | -               |
| 2021     | 4              | 0              | 1              | 5              | 174            | 91             | 0       | 1       | 1       | 12      | 51      | Semifinale | Barberá Rookies |
| Totale   | 5              | 0              | 4              | 9              | 248            | 213            | 0       | 1       | 1       | 12      | 51      |            |                 |

Fonti: Enciclopedia del Football - A cura di Roberto Mezzetti

##### Serie C
| Stagione | regular season | regular season | regular season | regular season | regular season | regular season | playoff | playoff | playoff | playoff | playoff | playoff   | playoff                |
|          | Vin            | Par            | Per            | Tot            | PF             | PS             | Vin     | Per     | Tot     | PF      | PS      | risultato | avversaria             |
| -------- | -------------- | -------------- | -------------- | -------------- | -------------- | -------------- | ------- | ------- | ------- | ------- | ------- | --------- | ---------------------- |
| 2016     | -              | -              | -              | -              | -              | -              | 2       | 0       | 2       | 76      | 0       | Campioni  | Las Rozas Black Demons |
| Totale   | -              | -              | -              | -              | -              | -              | 2       | 0       | 2       | 76      | 0       |           |                        |

Fonti: Enciclopedia del Football - A cura di Roberto Mezzetti

#### Coppa
| Stagione | regular season | regular season | regular season | regular season | regular season | regular season | playoff | playoff | playoff | playoff | playoff | playoff    | playoff                |
|          | Vin            | Par            | Per            | Tot            | PF             | PS             | Vin     | Per     | Tot     | PF      | PS      | risultato  | avversaria             |
| -------- | -------------- | -------------- | -------------- | -------------- | -------------- | -------------- | ------- | ------- | ------- | ------- | ------- | ---------- | ---------------------- |
| 2008     | -              | -              | -              | -              | -              | -              | 2       | 1       | 3       | 82      | 29      | Finale     | L'Hospitalet Pioners   |
| 2009     | -              | -              | -              | -              | -              | -              | 3       | 0       | 3       | 62      | 27      | Campioni   | Badalona Dracs         |
| 2012     | -              | -              | -              | -              | -              | -              | 1       | 1       | 2       | 29      | 34      | Finale     | L'Hospitalet Pioners   |
| 2013     | -              | -              | -              | -              | -              | -              | 1       | 1       | 2       | 30      | 35      | Semifinale | L'Hospitalet Pioners   |
| 2019     | -              | -              | -              | -              | -              | -              | 0       | 1       | 1       | 7       | 29      | Wild Card  | L'Hospitalet Pioners   |
| 2021     | -              | -              | -              | -              | -              | -              | 1       | 1       | 2       | 24      | 50      | Semifinale | Las Rozas Black Demons |
| Totale   | -              | -              | -              | -              | -              | -              | 8       | 5       | 13      | 234     | 204     |            |                        |

Fonti: Enciclopedia del Football - A cura di Roberto Mezzetti

### Tornei locali

#### Campionato madrileno a 11
| Stagione | regular season | regular season | regular season | regular season | regular season | regular season | playoff | playoff | playoff | playoff | playoff | playoff   | playoff                |
|          | Vin            | Par            | Per            | Tot            | PF             | PS             | Vin     | Per     | Tot     | PF      | PS      | risultato | avversaria             |
| -------- | -------------- | -------------- | -------------- | -------------- | -------------- | -------------- | ------- | ------- | ------- | ------- | ------- | --------- | ---------------------- |
| 2015     | 3              | 0              | 0              | 3              | 74             | 8              | -       | -       | -       | -       | -       | Campioni  | -                      |
| 2016     | 1              | 0              | 1              | 2              | 18             | 20             | -       | -       | -       | -       | -       | -         | -                      |
| 2017     | 3              | 0              | 0              | 3              | 128            | 14             | 0       | 1       | 1       | 33      | 42      | Finale    | Las Rozas Black Demons |
| Totale   | 7              | 0              | 1              | 8              | 220            | 42             | 0       | 1       | 1       | 33      | 42      |           |                        |

Fonti: Enciclopedia del Football - A cura di Roberto Mezzetti

#### Campionato madrileno a 9
| Stagione | regular season | regular season | regular season | regular season | regular season | regular season | playoff | playoff | playoff | playoff | playoff | playoff       | playoff                |
|          | Vin            | Par            | Per            | Tot            | PF             | PS             | Vin     | Per     | Tot     | PF      | PS      | risultato     | avversaria             |
| -------- | -------------- | -------------- | -------------- | -------------- | -------------- | -------------- | ------- | ------- | ------- | ------- | ------- | ------------- | ---------------------- |
| 2014     | 2              | 0              | 1              | 3              | 100            | 33             | -       | -       | -       | -       | -       | -             | -                      |
| 2015     | 2              | 0              | 2              | 4              | 41             | 55             | -       | -       | -       | -       | -       | -             | -                      |
| 2017     | 2              | 0              | 5              | 7              | 134            | 286            | -       | -       | -       | -       | -       | Settimo posto | -                      |
| 2018     | 6              | 0              | 0              | 6              | 178            | 48             | 2       | 0       | 2       | 62      | 21      | Campioni      | Madrid Capitals        |
| 2019     | 6              | 0              | 1              | 7              | 230            | 41             | 2       | 0       | 2       | 48      | 25      | Campioni      | Las Rozas Black Demons |
| Totale   | 18             | 0              | 9              | 27             | 683            | 463            | 4       | 0       | 4       | 110     | 46      |               |                        |

Fonti: Enciclopedia del Football - A cura di Roberto Mezzetti

#### Campionato madrileno a 7
| Stagione | regular season | regular season | regular season | regular season | regular season | regular season | playoff | playoff | playoff | playoff | playoff | playoff   | playoff                |
|          | Vin            | Par            | Per            | Tot            | PF             | PS             | Vin     | Per     | Tot     | PF      | PS      | risultato | avversaria             |
| -------- | -------------- | -------------- | -------------- | -------------- | -------------- | -------------- | ------- | ------- | ------- | ------- | ------- | --------- | ---------------------- |
| 2002     | 7              | 1              | 0              | 8              | 270            | 140            | 1       | 0       | 1       | 47      | 30      | Campioni  | Las Rozas Black Demons |
| 2012     | 2              | 0              | 0              | 2              | 25             | 12             | -       | -       | -       | -       | -       | Campioni  | -                      |
| Totale   | 9              | 1              | 0              | 10             | 295            | 152            | 1       | 0       | 1       | 47      | 30      |           |                        |

Fonti: Enciclopedia del Football - A cura di Roberto Mezzetti

### Tornei internazionali

#### IFAF Europe Champions League
| Stagione | regular season | regular season | regular season | regular season | regular season | regular season | playoff | playoff | playoff | playoff | playoff | playoff   | playoff    |
|          | Vin            | Par            | Per            | Tot            | PF             | PS             | Vin     | Per     | Tot     | PF      | PS      | risultato | avversaria |
| -------- | -------------- | -------------- | -------------- | -------------- | -------------- | -------------- | ------- | ------- | ------- | ------- | ------- | --------- | ---------- |
| 2015     | 0              | 0              | 2              | 2              | 14             | 102            | -       | -       | -       | -       | -       | -         | -          |
| Totale   | 0              | 0              | 2              | 2              | 14             | 102            | -       | -       | -       | -       | -       |           |            |

Fonti: Enciclopedia del Football - A cura di Roberto Mezzetti

### Riepilogo fasi finali disputate
| Anno             | Luogo                     | Evento         | Fase del torneo  | Incontro                               | Risultato |
| 15 dicembre 2002 |                           | LMFA 7×7       | Finale           | Osos de Rivas - Las Rozas Black Demons | 47 - 30   |
| 19 gennaio 2008  | L'Hospitalet de Llobregat | Copa de España | Finale           | Osos de Rivas - L'Hospitalet Pioners   | 13 - 14   |
| 7 febbraio 2009  | Rivas-Vaciamadrid         | Copa de España | Finale           | Osos de Rivas - L'Hospitalet Pioners   | 7 - 0     |
| 15 dicembre 2012 | Rivas-Vaciamadrid         | Copa de España | Finale           | L'Hospitalet Pioners - Osos de Rivas   | 20 - 10   |
| 2013             |                           | LNFA Elite     | Playout          | Osos de Rivas - Barberá Rookies        | 34 - 0    |
| 23 novembre 2013 | Rivas-Vaciamadrid         | Copa de España | Semifinale       | Osos de Rivas - L'Hospitalet Pioners   | 8 - 15    |
| 18 maggio 2016   |                           | Serie C        | Semifinale       | Las Rozas Black Demons - Osos de Rivas | 0 - 18    |
| 13 maggio 2017   |                           | Serie B        | Semifinale       | Osos de Rivas - L'Hospitalet Pioners   | 10 - 14   |
| 16 dicembre 2017 | Las Rozas de Madrid       | LMFA11         | Finale           | Osos de Rivas - Las Rozas Black Demons | 33 - 42   |
| 19 maggio 2018   | Majadahonda               | LMFA9          | Finale           | Osos de Rivas - Madrid Capitals        | 29 - 25   |
| 20 maggio 2018   | Santa Coloma de Gramenet  | Serie A        | Semifinale       | Badalona Dracs - Osos de Rivas         | 48 - 0    |
| 27 aprile 2019   |                           | Serie A        | Quarti di finale | Osos de Rivas - Murcia Cobras          | 41 - 61   |
| 15 giugno 2019   | Alcobendas                | LMFA9          | Finale           | Las Rozas Black Demons - Osos de Rivas | 17 - 21   |
| 2 novembre 2019  |                           | Copa de España | Wild Card        | Osos de Rivas - L'Hospitalet Pioners   | 7 - 29    |
| 2 maggio 2021    | Badalona                  | Serie A        | Semifinale       | Badalona Dracs - Osos de Rivas         | 21 - 0    |
| 20 giugno 2021   | Las Rozas de Madrid       | Copa de España | Semifinale       | Las Rozas Black Demons - Osos de Rivas | 42 - 6    |
| 21 maggio 2022   |                           | Serie A        | Spanish Bowl     | Osos de Rivas - Las Rozas Black Demons | 28 - 12   |

## Palmarès
- 2 Campionati spagnoli (2001, 2022)
- 1 LNFA C (2016)
- 5 Coppe di Spagna (2002, 2003, 2004, 2006, 2009)
- 1 LNFA Junior (2013)
- 1 Campionato madrileno a 11 (2017)
- 4 Campionati madrileni a 9 (2002, 2016, 2018, 2019)
- 1 Campionato madrileno a 7 (2012)